# Piątkowice
Piątkowice [pjɔntkɔˈvit͡sɛ] (en alemán: Rothhaus) es un pueblo ubicado en el distrito administrativo de Gmina Łambinowice, dentro del Condado de Nysa, Voivodato de Opole, en el sur de Polonia occidental. Se encuentra aproximadamente a 8 kilómetros al suroeste de Łambinowice, a 10 kilómetros al noreste de Nysa, y a 38 kilómetros al suroeste de la regional capital regional Opole.
Antes de 1945, el área fue parte de Alemania.
El pueblo tiene una población de 370 habitantes.